# Deepthi Chapala
Deepthi Chapala (auch C. H. Deepthi) (* 2. Juni 1979) ist eine indische Badmintonspielerin. 

## Karriere
Deepthi Chapala wurde 1998 Dritte mit dem indischen Team bei den Commonwealth Games. 2002 wurde sie bei den Spielen 17. im Dameneinzel. 2002 gewann sie ebenfalls Silber bei den nationalen Titelkämpfen. 2004 belegte sie Rang drei bei den India Open.

## Sportliche Erfolge
| Saison | Veranstaltung                          | Disziplin   | Platz | Name                            |
| ------ | -------------------------------------- | ----------- | ----- | ------------------------------- |
| 1998   | Commonwealth Games                     | Team        | 3     | Indien                          |
| 2002   | Indien: Nationale Meisterschaften      | Damendoppel | 2     | Fathima Nazneen / C. H. Deepthi |
| 2004   | Indien: Internationale Meisterschaften | Damendoppel | 3     | B. R. Meenakshi / C. H. Deepthi |

## Referenzen
- Deepthi Chapala beim Badminton-Weltverband

| Personendaten    | Personendaten               |
| ---------------- | --------------------------- |
| NAME             | Chapala, Deepthi            |
| ALTERNATIVNAMEN  | Deepthi, C. H.              |
| KURZBESCHREIBUNG | indische Badmintonspielerin |
| GEBURTSDATUM     | 2. Juni 1979                |